# 鸭池河大桥 (成贵高铁)
鸭池河大桥是成贵高铁跨过鸭池河的橋梁，位于贵州贵阳清镇市与黔西黔西市交界处，为下承式拱桥，主跨436米。